# L'isola dei leoni
L'isola dei leoni è un album del 2006 di Leone Di Lernia.

## Tracce
1. Sfigato
2. Sfigato 2
3. La vita è bella
4. Lo zoo
5. Pepata di cozze
6. La mia storia
7. Canale 2
8. Pappagallo
9. Bevi stu chinotto
10. È una pernacchia
11. Il presidente
12. L'africano
13. Ignorante
14. Casa di Lernia
15. Casa di Lernia 2
16. Ma che figo sono
17. Sessant'anni
18. Pesce di mare

## Artista
- Leone Di Lernia